# Fratelli Balestra
Fratelli Balestra è stato un gruppo musicale di arrangiatori, autori, coristi ed interpreti di sigle televisive di anime e colonne sonore.

## Storia
Attivo dal 1974 al 1990, il gruppo era composto dai fratelli Claudio Balestra (Roma, 1º giugno 1952 - 15 luglio 2023), Mauro Balestra (Roma, 20 novembre 1953) e Giancarlo Balestra (Roma, 11 gennaio 1957).
Dopo un'esperienza di cover band del gruppo Crosby, Stills, Nash & Young, incontrano Vincenzo Micocci che li introduce alla RCA Italiana come arrangiatori e turnisti per il gruppo Pandemonium. All'interno dell'etichetta collaborano con numerosi artisti come Amedeo Minghi, Antonello Venditti (loro è il coro di "Grazie Roma"), Ornella Vanoni, Rita Pavone, Renato Zero, Loretta Goggi, Walter Marino, Linda Lee, Stefano Rosso, Massimo Bizzarri, Mimmo Cavallo, David Riondino, Beppe Starnazza, Tiger Lily, sia come arrangiatori che come coristi.
È proprio come coristi che inizia la realizzazione di sigle dedicate ai cartoni animati giapponesi e serie televisive. Nel 1974 lavorano con gli Oliver Onions per i cori della versione spagnola della sigla del telefilm Sandokan e per quella di Orzowei, il figlio della savana nel 1976. Nel 1978 incidono i cori per la sigla del programma contenitore Sesamo apriti e l'anno successivo lavorano alla versione italiana della sigla di Jeeg Robot, incidendo i cori del ritornello.
Nel 1979 prendono parte al film Belli e brutti ridono tutti, commedia comica diretta da Domenico Paolella, dove oltre a curare la colonna sonora, animano gli intermezzi musicali che collegano i vari episodi.
Nel 1980 incidono la sigla Daitan III con I Micronauti e il lato b del singolo Anna dai capelli rossi dal titolo Come le piume dei pettirossi con lo pseudonimo I Ragazzi dai Capelli Rossi.
Dal 1981 iniziano una collaborazione con i Superobots con la sigla Candy Candy, pubblicata come Rocking Horse, in cui, oltre ai cori, suonano anche la chitarra, e Koseidon, di cui sono autori, interpreti e arrangiatori. Inoltre cantano la sigla di Starzinger, sovraincidendo, sulla base musicale originale giapponese, decine di piste di cori.
Nel 1982 pubblicano le sigle di Monjiro, Teppei, L'invincibile Ninja Kamui, X Bomber e Muteking per la RCA in co-edizione con la ITB, a volte firmandosi direttamente Fratelli Balestra, altre volte utilizzando lo pseudonimo Condors.
Nel 1983, per l'etichetta romana Lupus compongono, arrangiano e interpretano la sigla TV I magnifici eroi.

### Esperienze televisive
I fratelli Balestra hanno anche preso parte a numerose trasmissioni televisive tra cui Discoring, Il Sistemone, Direttissima dalla tua antenna e Fantastico.
Nel 1978 lavorano con Renato Rascel e Giuditta Saltarini nel programma per bambini La porta magica, in veste di musicisti in studio e arrangiatori delle musiche e canzoni interpretate dagli attori nei siparietti comici all'interno della trasmissione.
Nel 1981 sono autori della sigla della trasmissione Sereno variabile, dal titolo Annamaria, e di quella di Catch, trasmissione sportiva in onda sui circuiti privati regionali.
Nel 1983 sono nel cast della celebre trasmissione Pronto, Raffaella?, in veste di musicisti e coristi in studio.
Realizzano anche la sigla dei programmi radiofonici Weekend e Cartabianca, e alcune colonne sonore come quella del film Amori miei con Monica Vitti e Edwige Fenech.

## Pseudonimi
Il gruppo, come molti altri che interpretavano sigle per bambini, ha utilizzato gli pseudonimi I Ragazzi dai Capelli Rossi, I Condors e Baby Band per la serie di compilation Balla Bimbo Balla. Hanno militato in "macrogruppi" come I Micronauti, i Rocking Horse e Superobots.
L'espediente dello pseudonimo veniva utilizzato in primo luogo per non confondere troppo lo spettatore/acquirente bambino, evitando così di associare sigle a nomi di gruppi che potevano non sembrare correlati, e per una maggiore libertà ed autonomia creativa di artisti che venivano relegati ad un ambito già circoscritto come quello delle sigle; ma anche e soprattutto era un modo più facile per poter lavorare con più etichette discografiche contemporaneamente.

## Discografia

### Raccolte
- 2008 - Super Balestra
- 2015 - Tivulandia Collection

### Singoli
- 1979 - Gondolando sulla gondola/Nothing really is missed 'till it's gone (CLS – MD-F 020, pubblicato come I Crossbow)
- 1979 - Mirror/The show is over (Cinevox - MDF 123)
- 1979 - Skin Deep/Lady Fine    (Cinevox - MDF 125)
- 1979 - Angela/Ancora... e sempre tu   (Cinevox - SC 1145)
- 1980 - Anna dai capelli rossi/Come le piume dei pettirossi (CBS – CBS 9073, pubblicato come I Ragazzi dai Capelli Rossi)
- 1981 - Salvami/Parigi   (F1 Team – P 580)
- 1981 - Cartabianca/Annamaria  (CGM Records – FB 01)
- 1982 - Alassio in azzurro  (Fontana - 6025 295)
- 1982 - Brivido azzurro  (Golden Sound – GNP 002)
- 1982 - Monjiro/Teppei  (RCA – BB 6598)
- 1982 - L'invincibile Ninja Kamui/X Bomber (RCA – BB 6596, pubblicato come I Condors)
- 1983 - I magnifici eroi  (Lupus - 4941, pubblicato come I Condors)
- 1983 - Baraka/Gente  (Lupus - 4944)
- 1984 - Judy/Sognando l'arcobaleno  (CGM Records – FB 10)
- 2024- La Nostra Città/Weekend (LP 12") Limited Edition + Cartolina

### Ristampe
- 2006 - Mechander Robot
- 2011 - Catch/Muteking  (Siglandia – SGL 45 006 - promo, pubblicato come I Condors)
- 2013 - I magnifici eroi  (vinile grigio e vinile viola, Tivulandia	TVL 45 010, pubblicato come I Condors)
- 2015 - Mechander Robot  (Tivulandia, TVL 45 019, pubblicato come I Condors)
- 2015 - L'invincibile Ninja Kamui  (Vinile arancione e rosso, Tivulandia - TVL 45 030, pubblicato come I Condors)
- 2015 - Teppei  (vinile grigio e vinile viola, Tivulandia	TVL 45 031)
- 2015 - L'invincibile Shogun  (Tivulandia	TVL 45 036, pubblicato come I Condors)
- 2015 - Raydeen  (Tivulandia - TVL 45 037)

### Collaborazioni
- 1976 - Oliver Onions Sandokan/Sweet Lady Blue
- 1976 - Oliver Onions Orzowei
- 1978 - Sesamo apriti/Vecchie auto
- 1979 - Jeeg Robot
- 1979 - Candy Candy

### Discografia con I Micronauti
- 1980 - Daitan III/Futuromania

### Discografia con Rocking Horse
- 1981 - Supercar Gattiger/Mysha

### Discografia con Superobots
- 1981 - Koseidon/Starzinger